# Beer Quarry Caves

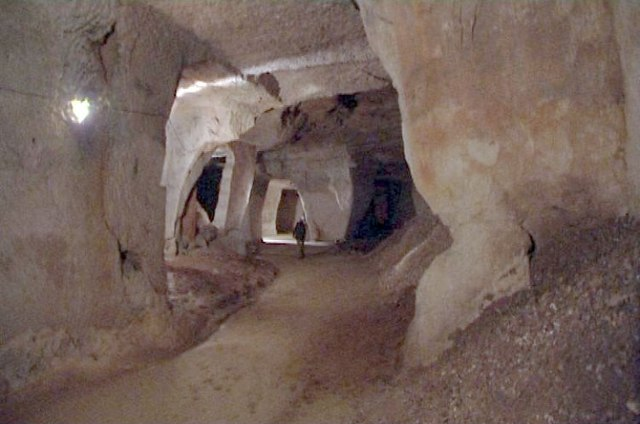
Das Innere des Beer Steinbruch

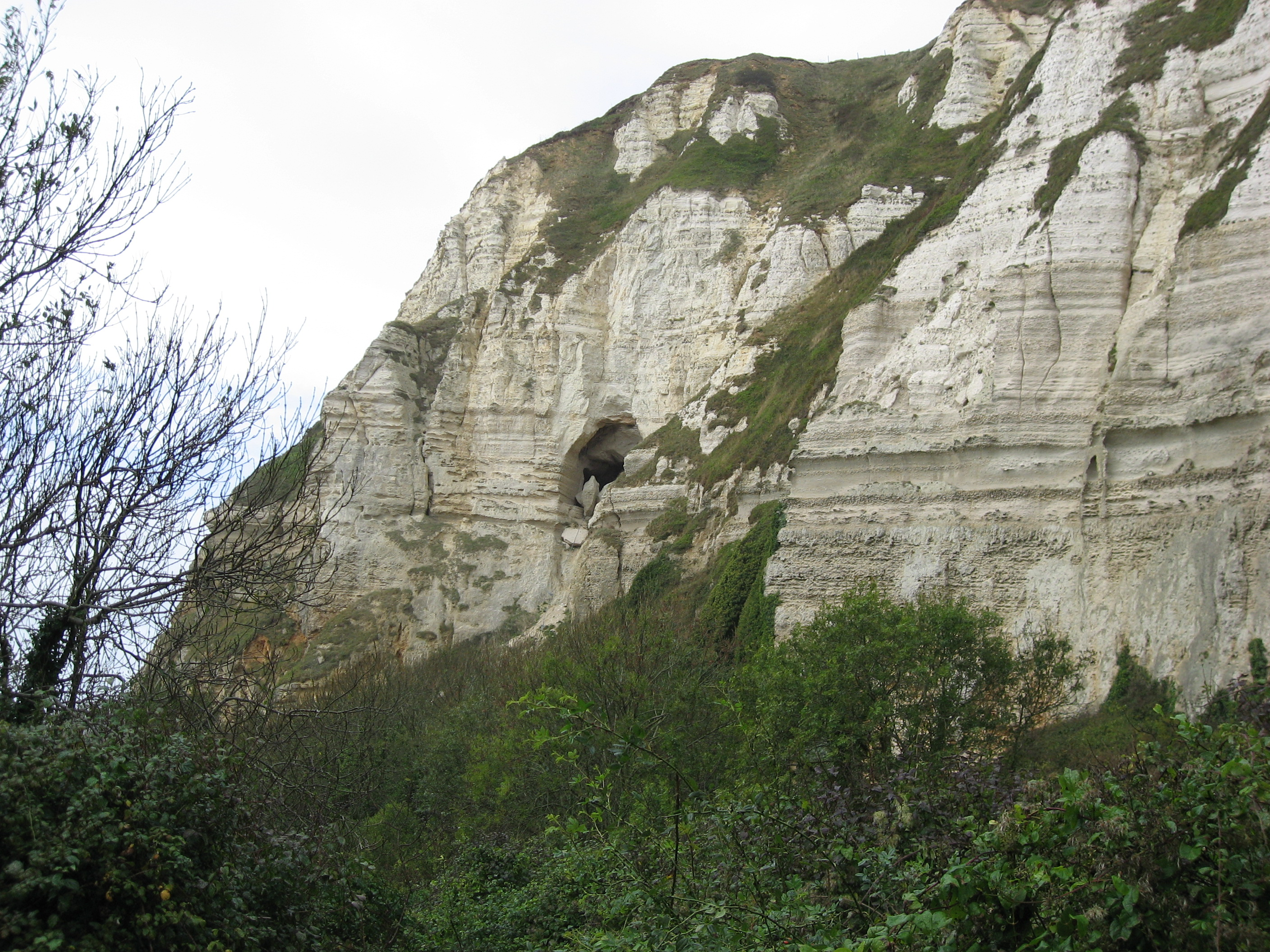
Die Klippen östlich von Branscombe, mit einem Klippenfenster der Beer Quarry Caves

Beer Quarry Caves sind ehemalige unterirdische Kalk-Steinbrüche in der Nähe von Beer in der Grafschaft Devon an der englischen Ärmelkanalküste.
Das Dorf Beer liegt etwa zwei Kilometer westlich von Seaton und 13 Kilometer östlich von Sidmouth. Den Eingang zu dem Höhlenkomplex liegt etwa einen Kilometer westlich vom Dorfzentrum und einen Kilometer westlich von Branscombe.
Seit dem frühen 20. Jahrhundert wird kein Stein mehr abgebaut. Seither wurden einige der Höhlen dazu verwendet, Pilze zu kultivieren. Heute gibt es vom Frühling bis Herbst Führungen durch die Höhlen.